# 可持续发展

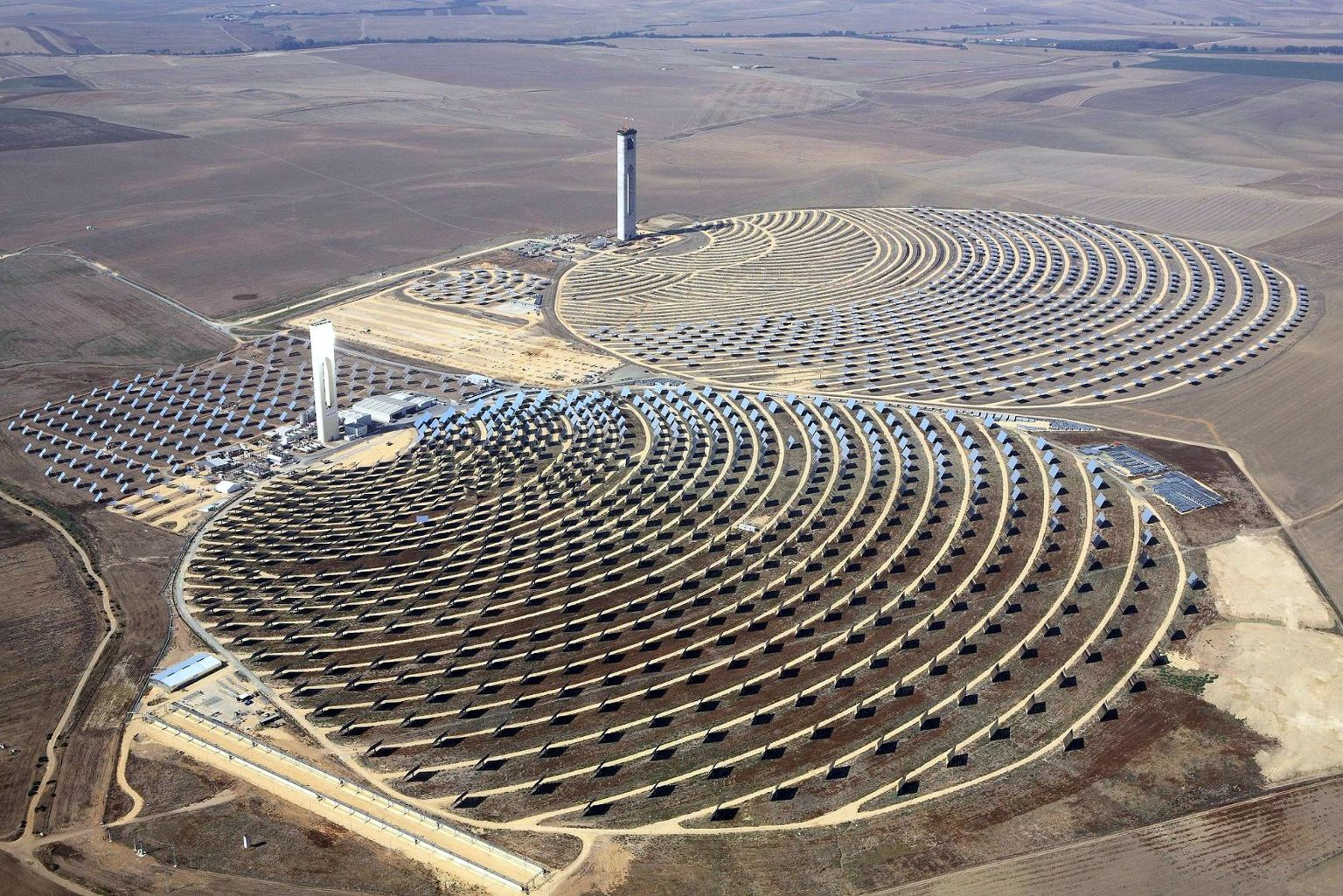
圖為西班牙西維爾的聚光式太陽能熱發電塔。太阳能發電塔利用太阳作為熱能發電，是利用可再生能源的例子。左方為PS10太陽能發電塔，右方為、PS20太陽能發電塔。

（英语：Sustainable development，簡稱：「SD」），「可持续性」其最常见的定义出自布倫特蘭委員會的《我们共同的未来》：“既能满足我们现今的需求，又不损害子孙后代，能满足他们的需求的发展模式。”可持續發展努力實現環境保護、經濟和可持續發展的目標。

## 定义
「可持續發展」的出現，就是要糾正過去的錯誤，避免其他國家重蹈覆轍。「可持續發展」強調經濟體系內的發展必須環環相扣，並得以自給自足。
目前世界對「可持續發展」的公認概念，其定義源於1987年世界環境與發展委員會提出，並於聯合國第四十二屆大會公佈的報告——《我们共同的未来》：
可持续发展是既满足当代人的需要，又不损害后代人满足其需要的能力的发展。它包含两个关键概念：資源永續廣義的定義1、在提升和創造當代的同時，不能以降低福祉為代價；2、以善用所有生態體系的自然資源為原則，不可降低其環境基本存量，在利用生物與生態體系時。長期單純追求經濟增長的發展模式導致環境的破壞，各種環境危機浮現，人們認識到經濟發展受環境承載力制約。永續發展源於1980年代的「綠色運動」，由於1960年代已開發國家在非洲及南美洲大量收購農地種植咖啡和甘蔗，並用所得的金錢購買糧食，以供應給當地居民。然而，由於土地發展過度，且缺乏規劃，令咖啡和糖的期貨在短時間內貶值。南美各國經濟頓時崩潰，加上水土流失、濫用農藥及過度消費行為持續擴大，令土地貧瘠，甚至沙漠化，引致飢荒。* “需要”的概念，特别是世界上穷人的基本需要，应给予最优先的重视；以及
- 技术和社会组织的状态对环境满足当前和未来需要的能力所施加的限制。

——世界環境與發展委員會，《我们共同的未来》（1987）

## 三要素
可持续发展不简单的等同于生态化或者环境保护，一般认为它由三方面内容构成。

可持續發展的三要素

- 環境要素（Environmental aspect）

指尽量减少对环境的损害（environmental impact）。尽管这一原则得到各方人士的认可，然而，往往不同社会群体对于社会发展有不同的想象，不同的视角，有不同的价值评判标准，因此对于问题有不同的诠释。例如核电站，支持人士认为它可以减少温室气体排放，是环保的，反对人士认为核废料有长期放射性污染，核废料处置存在争议，同时核电站存在安全隐患是不环保的。
- 社会要素（Social aspect）

指仍然要满足人类自身的需要。可持续发展并非要人类回到原始社会，尽管那时候的人类对环境的损害是最小的。
- 经济要素（Economic aspect）

指必须在经济上有利可图。这有两个方面的含义，一是只有经济上有利可图的发展项目才有可能得到推广，才有可能维持其可持续性；二是经济上在亏损的项目必然要从其他盈利的项目上获取补贴才可能收支平衡正常运转，由此就可能造成此地的环保以彼地更严重的环境损害为代价。
可持续发展强调三要素协调发展，促进社会的总体进步，避免一方面的受益以牺牲其他方面的发展和社会总体受益为代价。

## 社會
由於人口和財富的激增，地球自然資源無法滿足人類的需求，人與自然的矛盾更加突出。因此必須禁止那種不顧子孫後代而任意糟蹋自然資源的行為，並建立一個可持續發展的社會。而可持續發展的社會应具備以下特征：
1. 不僅實現代際正義，更要實現代內正义，即當代一部份人的發展不應損害另一部份人的利益。
2. 經濟與社會的發展要符合地球生態系統的動態平衡的法則和資源可持續利用的原則。
3. 改變不合理的资源消耗式的消費模式。
4. 解決全球的貧窮問題，窮人的生活品質有所提高。
5. 地球環境惡化得到抑制並得到根本的改善。
6. 在平等公正和尊重國家主權的前提下解決國際爭端，以對話代替對抗。
7. 依靠科技進一步解決可持續發展中的主要問題。
8. 建立節約資源型﹑環境友好型的社會。

## 目标
可持续发展目标（英語：Sustainable Development Goals，简称SDGs）是聯合國的一系列目标，这些目标于2015年底替换千年发展目标。这些目标将从2016年一直持续到2030年。这一系列目标共有169项具体目标。
变革世界的17个目标
可持续发展目标呼吁所有国家（不论该国是贫穷、富裕还是中等收入）行动起来，在促进经济繁荣的同时保护地球。目标指出，消除贫困必须与一系列战略齐头并进，包括促进经济增长，解决教育、卫生、社会保护和就业机会的社会需求，遏制气候变化和保护环境。

## 文化
公元前241年，秦·吕不韦主持编纂《吕氏春秋·义赏》中提到：“竭泽而渔，岂不获得？而来年无鱼；焚薮而田，岂不获得？而来年无兽。诈伪之道，虽今偷可，后将无复，非长术也。”